# 공주 단지리 고분군
공주 단지리 고분군(公州 丹芝里 古墳群)은 대한민국 충청남도 공주시에 있는 삼국시대의 고분군이다. 2011년 7월 20일 대한민국 충청남도의 기념물 제186호로 지정되었다.
공주 단지리 고분군은 5~6세기 일본 규슈지역 특유의 무덤양식인 횡혈묘로 잔존상태가 매우 양호하며 고대 한일 관계를 살펴 볼 수 있는 자료로 가치가 높아 충청남도 기념물로 지정됐다.

## 개요
공주 단지리 고분군에서 발견된 횡혈묘는 한반도에서 처음으로 분명하게 확인된 예로, 잔존상태가 매우 양호하며 한반도 횡혈묘의 구조적 특징을 잘 보여주는 유적으로 묘의 구조가 일본열도 초기 횡혈묘와 형식이 비슷하여 양자간의 관계를 살펴 볼 수 있는 중요한 자료이며, 횡혈묘의 기원문제를 비롯한 고대 한․일 관계 연구에 중요한 고고학적 가치가 높다.

## 참고 자료
- 공주 단지리 고분군 - 국가유산청 국가유산포털